# NGC 445
NGC 445 es una galaxia lenticular de la constelación de Cetus. 
Fue descubierta el 23 de octubre de 1864 por el astrónomo Albert Marth.